# Danh sách thành phố và thị trấn Zimbabwe

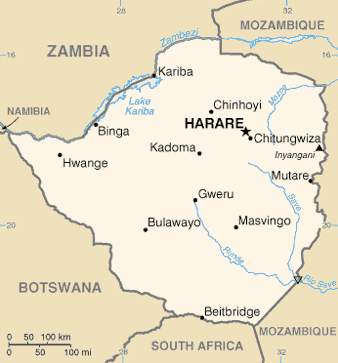
Map of Zimbabwe

Đây là danh sách các thành phố, thị trấn và làng ở Zimbabwe. Xem thêm: Tên địa danh ở Zimbabwe.

## Thành phố

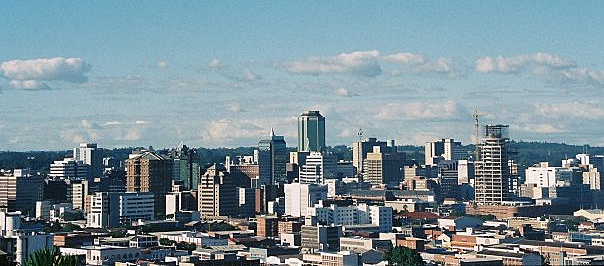
Harare

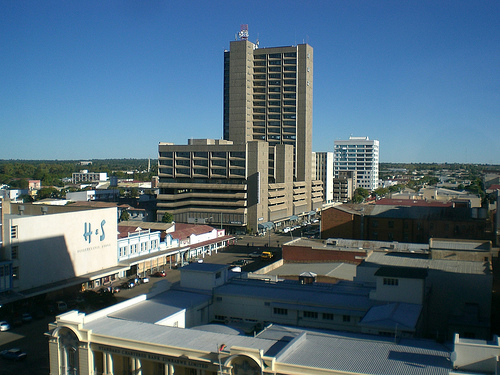
Bulawayo

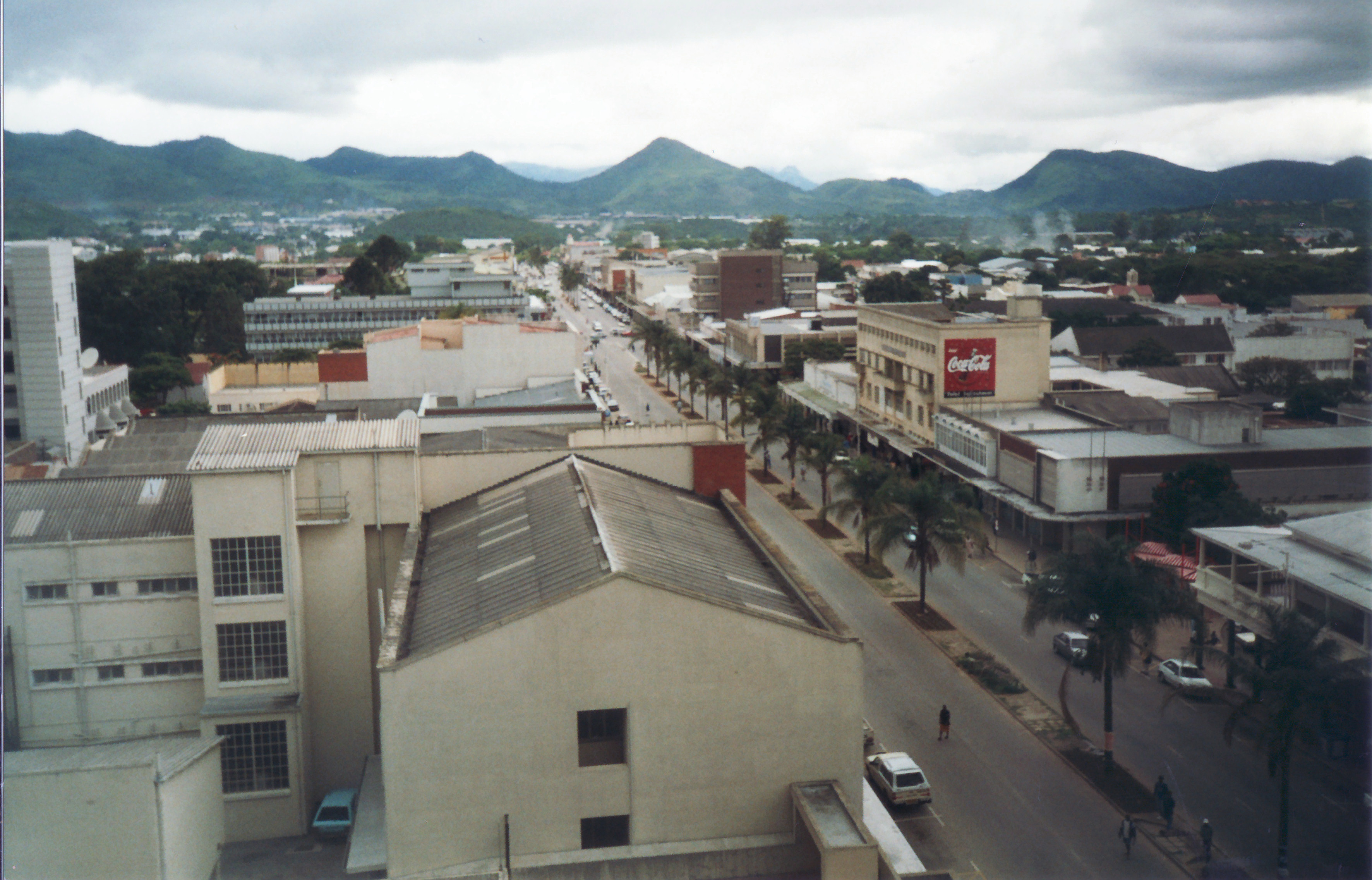
Mutare

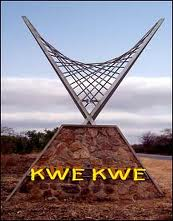
Kwekwe

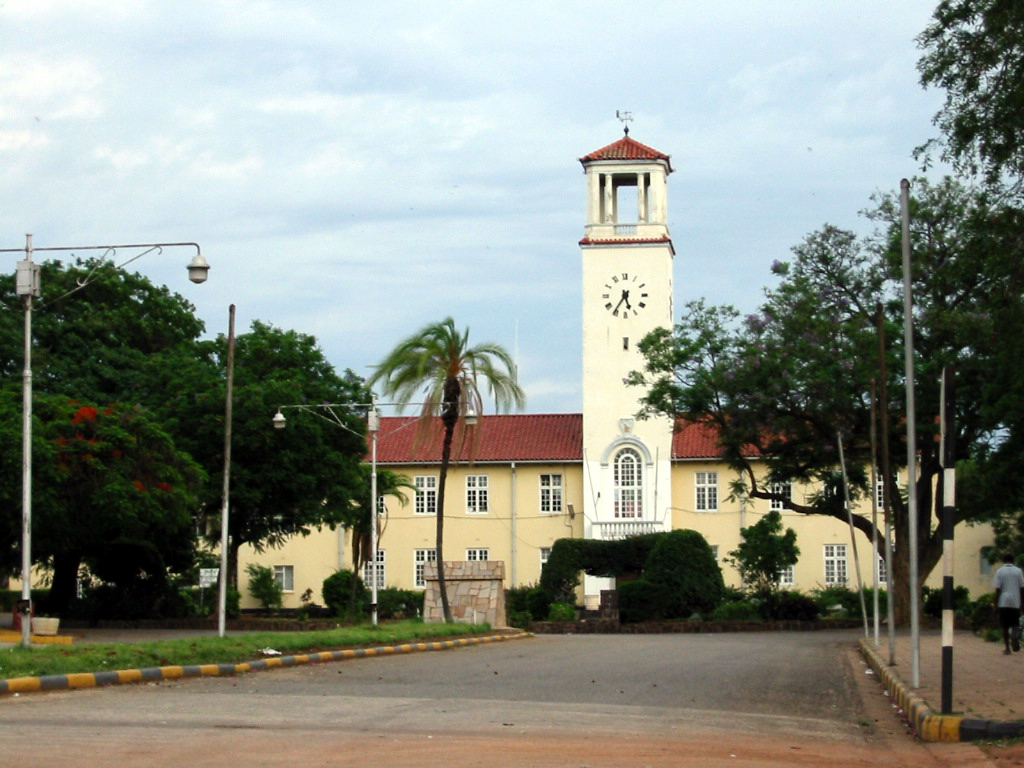
Kadoma

| Harare         | Harare              | 656.011 | 1.189.103 | 1.444.534 | 1.485.231 |
| Bulawayo       | Bulawayo            | 413.814 | 621.742   | 676.787   | 1.050.337 |
| Chitungwiza    | Harare              | 172.556 | 274.912   | 321.782   | 356.840   |
| Mutare         | Manicaland          | 69.621  | 131.367   | 170.106   | 187.621   |
| Epworth        | Harare              | –       | –         | 114.067   | 167.462   |
| Gweru          | Midlands            | 78.918  | 128.037   | 141.260   | 157.865   |
| Kwekwe         | Midlands            | 47.607  | 75.425    | 93.072    | 100.900   |
| Kadoma         | Mashonaland West    | 44.613  | 67.750    | 76.173    | 92.469    |
| Masvingo       | Masvingo            | 30.523  | 51.743    | 69.993    | 87.866    |
| Chinhoyi       | Mashonaland West    | 24.322  | 43.054    | 56.794    | 77.929    |
| Norton         | Mashonaland West    | 12.360  | 20.405    | 44.397    | 67.591    |
| Marondera      | Mashonaland East    | 19.971  | 39.384    | 52.283    | 61.998    |
| Ruwa           | Mashonaland East    | –       | –         | 22.155    | 56.678    |
| Chegutu        | Mashonaland West    | 19.606  | 30.191    | 43.424    | 50.255    |
| Zvishavane     | Midlands            | 26.597  | 32.984    | 35.128    | 45.230    |
| Bindura        | Mashonaland Central | 18.243  | 21.167    | 33.637    | 42.861    |
| Beitbridge     | Matabeleland South  | –       | 11.596    | 21.906    | 41.767    |
| Redcliff       | Midlands            | 22.109  | 29.959    | 32.417    | 35.904    |
| Victoria Falls | Matabeleland North  | 8.126   | 16.826    | 31.519    | 33.660    |
| Hwange         | Matabeleland North  | 7.125   | 14.878    | 30.519    | 33.210    |
| Rusape         | Manicaland          | 8.216   | 13.920    | 22.741    | 30.316    |
| Chiredzi       | Masvingo            | 10.257  | 21.116    | 25.849    | 30.197    |
| Kariba         | Mashonaland West    | 12.364  | 20.736    | 22.726    | 26.112    |
| Karoi          | Mashonaland West    | 8.748   | 14.763    | 22.383    | 26.009    |
| Chipinge       | Manicaland          | 6.077   | 11.582    | 16.539    | 25.214    |
| Gokwe          | Midlands            | –       | 7.418     | 17.703    | 23.906    |
| Shurugwi       | Midlands            | 13.255  | 16.138    | 16.863    | 21.501    |

## Manicaland
- Birchenough Bridge
- Buhera
- Cashel
- Chipinge
- Chimanimani
- Hauna
- Headlands
- Mutare (Provincial Town)
- Nyanga
- Nyazura
- Rusape
- Tizvione

## Mashonaland Trung
- Bindura
- Glendale, Zimbabwe
- Guruve
- Matepatepa
- Mazowe
- Mount Darwin, Zimbabwe
- Mvurwi
- Shamva

## Mashonaland Đông
- Arcturus
- Beatrice
- Bondamakara
- Bromley
- Chitungwiza
- Chivhu
- Epworth
- Goromonzi
- Harare (Metropolitan Province)
- Juru
- Kotwa
- Macheke
- Mahusekwa
- Makaha
- Makosa
- Marondera
- Murewa
- Mutoko
- Nharira
- Nyamapanda
- Ruwa
- Sadza
- Suswe
- Wedza

- Alaska
- Banket
- Battlefields
- Bumi Hills
- Cape Haig
- Chakari
- Charara
- Chegutu
- Chinhoyi (Provincial Capital)
- Chirundu
- Darwendale
- Doma
- Eiffel Flats
- Eldorado
- Feock
- Gadzema
- Golden Valley
- Kadoma
- Kariba
- Karoi
- Kildonan
- Lion's Den
- Madadzi
- Magunje
- Makuti
- Makwiro
- Mhangura
- Mubayira
- Munyati
- Muriel
- Murombedzi
- Mutorashanga
- Mwami
- Norton
- Orlando Heights
- Raffingora
- Sanyati
- Selous
- Shackleton
- Tashinga
- Tengwe
- Trelawney
- Umsweswe
- Unsworth
- Vanad
- Venice
- Vuti
- Zave

## Masvingo
- Basera
- Bikita
- Buffalo Range
- Chatsworth
- Chiredzi
- Chivi
- Felixburg
- Gaths Mine
- Glenclova
- Glenlivet
- Gurajena
- Gutu
- Gwengwerere Growth Point, Zimbabwe
- Hippo Valley
- Mabalauta
- Maranda
- Mashava
- Masvingo(Provincial Capital)
- Mbizi
- Mupandawana
- Musekiwa
- Mwenezi
- Ndanga [Alumanku]
- Nemanwa
- Ngomahuru
- Ngundu
- Renco
- Rutenga
- Sango
- Soti-Source
- Triangle
- Tswiza
- Zaka
- Zimuto Siding

## Matabeleland Bắc
- Bembezi
- Binga
- Bulawayo (Metropolitan Province)
- Dagamela
- Deka Drum
- Dete
- Eastnor
- Hwange
- Inyati
- Kamativi
- Kariyangwe
- Kazungula
- Kenmaur
- Lonely Mine
- Lupane (Provincial Capital)
- Lusulu
- Matetsi
- Mlibizi
- Msuna
- Nkayi
- Ntabazinduna
- Nyamandhlovu
- Pandamatenga
- Queen's Mine
- Shangani
- Siabuwa
- Tsholotsho
- Tshotsholo (correct name Jotsholo)
- Turk Mine
- Victoria Falls

## Matabeleland Nam
- Antelope Mine
- Beitbridge
- Blanket
- Colleen Bawn
- Esigodini
- Esimbomvu
- Figtree
- Filabusi
- Fort Rixon
- Fort Usher
- Gwanda (Provincial Capital)
- Kame
- Kezi
- Mangwe
- Maphisa
- Marula
- Mazunga
- Mbalabala
- Mphoengs
- Ngwesi
- Nsiza
- Plumtree
- Towla
- Tuli
- Vubachikwe
- West Nicholson

## Midlands
- Bannockburn
- Buchwa
- Chirumanzu
- Chivhu
- Copper Queen
- Empress Mine
- Featherstone
- Gokwe
- Guinea Fowl
- Gweru (Provincial Capital)
- Hunters Road
- Ingezi
- Insukamini
- Kwekwe
- Lalapanzi
- Lower Gweru
- Mberengwa
- Mvuma
- New Featherstone
- Njelele
- Redcliff
- Sherwood
- Shurugwi
- Silobela
- Somabhula
- The Range
- Zhombe
- Zvishavane